# Ruine Grünburg (Görtschitztal)
Die denkmalgeschützten Mauerreste der Ruine Grünburg befinden sich östlich von Wieting (Kärnten) im Görtschitztal am Westhang der Saualpe in 1009 m Seehöhe. Die Hangburg war eine im Hochmittelalter ab dem 11. Jahrhundert errichtete Zwillingsburg, die im Lauf des 17. Jahrhunderts aufgegeben wurde und verfiel.

## Geschichte
Trotz ihrer einst mächtigen Größe ist nur wenig über die Geschichte dieser Burg bekannt, was in erster Linie an ihrer abseitigen Lage und der geringen strategischen Bedeutung liegt.
Die Grünburg ist ab dem Hochmittelalter errichtet worden. Ende des 11. Jahrhunderts war sie im Besitz der Grafen von Görz-Tirol bzw. der Bamberger Bischöfe. Sie wurde von deren Ministerialen bewirtschaftet, die sich nach der Burg nannten. Der erste in einer Urkunde fassbare Grüneburger war 1217 Ulricus de Gruneburch. Nach dem Aussterben der Görzer Grafen im 15. Jahrhundert wurde die Burg von Kaiser Friedrich III. übernommen. 1626 saß Hans Leonhard von Windischgrätz auf der Burg, dem auch Silberegg und Seltenheim gehörten. 1629 war Georg Friedrich von Ambthofen Besitzer, und es folgten weitere, namentlich unbekannte Besitzerwechsel. 
Die Grünburg wurde vermutlich noch im Lauf des 17. Jahrhunderts aufgegeben und verfiel. Einer der Gründe dürfte gewesen sein, dass der Bergbau, der in dieser Gegend lange Zeit betrieben wurde, zu dieser Zeit nicht mehr rentabel war. Das Anwesen ging schließlich in den Besitz der Herrschaft Eberstein über.

## Baubeschreibung
Grünburg war eine stattliche hochmittelalterliche Zwillingsburg. Ihre Ruinen befinden sich in einer Höhe von etwas mehr als 1000 Metern inmitten wenig gepflegter Wälder. 
Das erste Vorwerk, der Hauptburg etwa 100 Meter vorgelagert, bestand im Kern aus einem stattlichen, sechsgeschoßigen Rundturm (Bergfried) aus dem 11. Jahrhundert mit 3,2 Metern starken Mauern und einem rundbogigen Hocheinstieg im zweiten Geschoß, der heute über eine Holztreppe zugänglich ist. Von diesem Vorwerk sind nur noch die Reste einer polygonalen Ringmauer vorhanden. Vom zweiten Vorwerk existieren nur noch geringe Reste. 
Die ältesten Teile der ab dem 12. Jahrhundert errichteten, heute weitgehend zerfallenen Hochburg befinden sich im Süden und Osten der Anlage, davon ist nur noch ein Rest des Berings im Südosten vorhanden. In diesen Bering eingebunden sind die Reste einer zweigeschoßigen romanischen Burgkapelle, die im 14. Jahrhundert um ein weiteres Geschoß aufgestockt und wehrhaft ausgebaut worden war.
Der Maler Markus Pernhart hat die seinerzeit noch imposante Anlage Mitte des 19. Jahrhunderts in Zeichnungen festgehalten. Seither sind viele Mauern eingestürzt und die Ruine ist durch Bewuchs von weitem kaum zu erkennen.